# Tooeleite
La tooeleite è un minerale.